# High Violet
High Violet é o quinto álbum de estúdio da banda The National, lançado em 11 de Maio de 2010.
O álbum estreou no nº 3 da Billboard 200 e vendeu mais de 500 mil cópias a nível mundial. O disco foi colocado no nº 15 da lista da revista Rolling Stone dos "30 Best Albums of 2010".

## Faixas
Todas as faixas escritas e compostas por Matt Berninger e Aaron Dessner, exceto onde anotado. 
| Standard edition |                            |                                      |         |  |
| N.º              | Título                     | Compositor(es)                       | Duração |  |
| 1.               | "Terrible Love"            |                                      | 4:39    |  |
| 2.               | "Sorrow"                   |                                      | 3:25    |  |
| 3.               | "Anyone's Ghost"           | Berninger, Bryce Dessner             | 2:54    |  |
| 4.               | "Little Faith"             | Berninger, Carin Besser, A. Dessner  | 4:36    |  |
| 5.               | "Afraid of Everyone"       |                                      | 4:19    |  |
| 6.               | "Bloodbuzz Ohio"           | Berninger, A. Dessner, Padma Newsome | 4:36    |  |
| 7.               | "Lemonworld"               |                                      | 3:23    |  |
| 8.               | "Runaway"                  |                                      | 5:33    |  |
| 9.               | "Conversation 16"          | Berninger, Carin Besser, A. Dessner  | 4:18    |  |
| 10.              | "England"                  |                                      | 5:40    |  |
| 11.              | "Vanderlyle Crybaby Geeks" | Berninger, Carin Besser, A. Dessner  | 4:12    |  |

| Japanese edition bonus tracks |              |         |  |
| N.º                           | Título       | Duração |  |
| 12.                           | "Walk Off"   | 2:40    |  |
| 13.                           | "Sin-Eaters" | 3:40    |  |

| Expanded edition bonus disc |                                                              |                                      |         |  |
| N.º                         | Título                                                       | Compositor(es)                       | Duração |  |
| 1.                          | "Terrible Love" (versão alternativa)                         |                                      | 4:18    |  |
| 2.                          | "Wake Up Your Saints"                                        |                                      | 4:14    |  |
| 3.                          | "You Were a Kindness"                                        |                                      | 4:25    |  |
| 4.                          | "Walk Off"                                                   |                                      | 2:40    |  |
| 5.                          | "Sin-Eaters"                                                 |                                      | 3:39    |  |
| 6.                          | "Bloodbuzz Ohio" (ao vivo no "The Current")                  | Berninger, A. Dessner, Padma Newsome | 3:53    |  |
| 7.                          | "Anyone's Ghost" (ao vivo na Academia de Música do Brooklyn) |                                      | 2:58    |  |
| 8.                          | "England" (ao vivo na Academia de Música do Brooklyn)        |                                      | 5:27    |  |

## Desempenho nas paradas musicais
| Parada musical (2010)          | Posição |
| ------------------------------ | ------- |
| Estados Unidos - Billboard 200 | 3       |
| Canadá - Top Canadian Albums   | 2       |